# 破滅
《破滅》是古巴工作室Empty Head Games開發的黑暗奇幻平台遊戲，於2024年4月2日發佈。作品講述一個由故事構成的世界，說書人藉著講述故事創世，其中說書人托拜厄斯眷戀創世的地位，設計了一個永不完結的故事。玩家扮演這個故事中的少女安塔爾，尋找傳說中的永生樂土「微笑群島」。

## 遊戲玩法
《破滅》採用平台遊戲的玩法，玩家在遊戲中可以操作兩個角色，其中少女安塔爾，沒有攻擊手段，身體脆弱，一受到攻擊就會死亡，需要藉助場景機關消滅敵人。後期安塔爾能變成救主形態，在限時內獲得攻擊技能，能跳躍得更高，還能使用衝刺。另一個角色是怪物形象的獵人南托，擁有攻擊技能。遊戲進程中，玩家控制安塔爾探索一個階段就會入睡，轉而控制南托進行遊戲。

## 劇情
舞台是一個由故事構成的世界，說書人藉著講述故事創世，故事完結世界也跟著消失。說書人托拜厄斯眷戀創世的地位，所以為了確保故事永不完結，他設計的故事只有一個主角，而且不會滿足主角的願望。托拜厄斯的故事延續了很久，倫和阿林波兩位說書人也拜入門下學習如何講故事。托拜厄斯的故事主角名為安塔爾，是一個追逐永生樂土「微笑群島」的少女。傳說只有光輝蒼鷺知道前往微笑群島的道路，少女偶遇光輝蒼鷺，追著它來到一處獵人營地。營地首領南托也尋找微笑群島，他收集了上千蒼鷺蛋，期望其中能孵化出光輝蒼鷺。不過事與願違，飼養蒼鷺的蠕蟲反而寄生蛋，營地的獵人也被寄生死去。
故事講到這裡，托拜厄斯閉目休息，倫和阿林波認為之前劇情一般，所以擅自修改了接下來的故事。南托復活成驢頭的怪物，擁有強大的力量，成為故事第二位主角，他想前往微笑群島終結故事。為了消滅南托這個不可控因素，倫和阿林波化身進入故事，引導安塔爾去阻止南托。安塔爾順著指引，來到了微笑群島。微笑群島並不如安塔爾想像中那麼美好，怪獸四處橫行，互相廝殺。人在微笑群島可以變成「救主」，獲得強大的力量，但是需要殺戮才能保持救主形態。安塔爾利用救主的力量，一邊消滅怪物，一邊尋找南托。而南托通過研究得以永久維持救主形態，兩人碰面之後，一番大戰。在安塔爾勝利之際，一個神秘的天使制止了兩人，並將安塔爾帶到一個說書人無法干涉和觀察的房間。天使是故事的意志「泰拉」，泰拉告訴了安塔爾關於說書人的真相，主角每次死亡故事都會重啟，由於故事一直沒有完結，所有角色等於擁有永生，安塔爾在托拜厄斯的設計下，已經死去了無數次，不死和重複的死亡成為了詛咒，泰拉希望安塔爾這次可以前往終結之地完結故事。
另一邊，脫身的南托擊殺了親自下場的倫和阿林波，托拜厄斯這時醒來，通過談判說服南托放棄目標，轉而擔任終結之地的守門人阻止安塔爾。安塔爾在泰拉引導下到達終結之地，與南托決對，手刃了南托。之後根據玩家是否收集到五個故事原稿，會進入不同結局。收集不全時，安塔爾會變成鹿頭怪物，成為托拜厄斯設計下新的終結之地守門人，殺死後續來到的主角。若完成收集，安塔爾不會被托拜厄斯蠱惑，在光輝蒼鷺的幫助消除了身上所有殺戮的罪孽，故事迎來了結局。最後托拜厄斯對著玩家說，玩家所有的經歷都是故事的一部分，包括現在故事完結，然而消失。

## 開發及發行
尤主克·帕里艾里是高等艺术学院的視覺藝術專業畢業生，2015年舉行的哈瓦那雙年展期間，尤主克製作的藝術品「毁灭者」在活動中備受好評，事後尤主克打算以這個藝術品為原型開發遊戲，尤主克將專案分享給幾個相熟的程序員，其中只有约翰·赫尔南德斯表示對專案感興趣，约翰在哈瓦那大學修讀計算機科學，在校內開發過使用Kinect遊玩的康复用嚴肅遊戲，畢業後成為自由職業者，接古巴和海外遊戲公司的外包工作。约翰在尤主克邀請下成立了Empty Head Games，全職開發遊戲。
過去古巴遊戲都是由政府或者大學主導開發，兩人計劃在不接受資助下，獨立完成開發工作。剛開始兩人打算從頭製作遊戲引擎，在意識到引擎開發耗時極長後，改用Unity進行開發。專案名稱為《Savior》，設計靈感源於古巴的歷史、哲學、政治和藝術流派，尤主克負責美術，约翰負責程序，專案設定舞台是一個神明創造的世界，某日創世主消失，一個弱小的神明開始四處冒險尋找創世主。專案風格和玩法設計參考了《最终幻想VI》《超级恶魔城IV》和《超级银河战士》等平台遊戲，美術風格為手繪動畫。
2015年7月古巴放開互聯網限制，同年古美關係好轉。為了籌集開發資金和宣傳作品，2016年10月製作組在美國众筹網站Indiegogo展開众筹，並獲得美國Innovadores基金會的協助。2017年8月舉行的芝加哥电子游戏艺术画廊上，製作組發佈了一個較為完整的遊戲演示，期間《Savior》和製作組獲得不少媒體的報道。遊戲原定2018年發售，然而同年古美關係惡化，美國加強了對古巴的制裁，约翰移民離開古巴。製作組失去了獲得海外資金的途經，專案名《Savior》更被波特蘭的一個遊戲工作室註冊，專案改名《破滅》（Saviorless）。為了繼續開發工作，尤主克找了另一個計算機科學畢業，曾在哈瓦那大學擔任教授的大卫·达里亚斯接手程序工作。新團隊決定將專案推倒重做，為了爭取發行商投資，兩人做了三個試玩版發給了多個發行商。有興趣的發行商因為兩人的古巴身份而放棄支持專案，兩人在倍受打擊下，一度打算免費發佈一個大型的試玩版後，中止專案。不久，法國發行商Plug In Digital的Dear Villagers部門聯絡了製作組，支持專案繼續開發。在發行商的鼓勵下，製作組擴大了專案規模，遊戲時長從兩小時延長到六小時，而且還重寫了劇情，不過設計上延續了古巴的主題。專案最終在2023年6月完成開發，歷時八年。
2022年Gamescom期間，Plug In Digital在活動中發佈遊戲遊玩展示視頻，並表示遊戲將在電腦平台推出。2024年3月14日，Dear Villagers宣佈遊戲將在同年4月2日發售，登陸電腦、任天堂Switch和PlayStation 5。4月2日發售後，遊戲還支持macOS和Linux電腦遊玩。2024年6月巴西舉行的科隆拉美游戏展上，製作組在活動中宣傳作品。

## 評價
《破滅》作為首款古巴獨立遊戲，獲得媒體關注。根據在Metacritic的匯總評分，媒體整體評價以正面为主。IGN巴西評論員
稱讚該作是出色的獨立遊戲，抽象的劇情引人入勝，但是結局似乎過於倉促和晦澀難懂。levelup評論員表示該作是製作組的處女作，雖然沒有創新的內容，不過一般2D平台遊戲該有的元素都有了。對平台遊戲的愛好者來說，該作的難度可能不夠高。
遊戲美術獲得IGN巴西、levelup和PC Gamer的好評。PC Gamer評論員稱讚遊戲塑造的氛圍，場景的美術很有吸引力。玩法方面，批評遊戲的存檔點不足，安塔爾在探索中太容易死去，一旦死去又要重新攻略，他建議存檔點可以設置得更密集一些。稱認為遊戲部分關卡很具挑戰性，頭目戰對場景的利用也很巧妙。

## 外部連結
- 官方网站